# Trześń (gmina w powiecie kolbuszowskim)
Trześń – dawna gmina wiejska (tzw. gmina jednostkowa) istniejąca do 1932 roku w woj. lwowskim (dzisiejsze woj. podkarpackie). Siedzibą gminy była Trześń.
W okresie międzywojennym gmina Trześń należała do powiatu kolbuszowskiego w województwie lwowskim. 1 kwietnia 1932 roku gmina została zniesiona a jej obszar włączony do gminy Niwiska.